# أندرياس إيفانشيتز

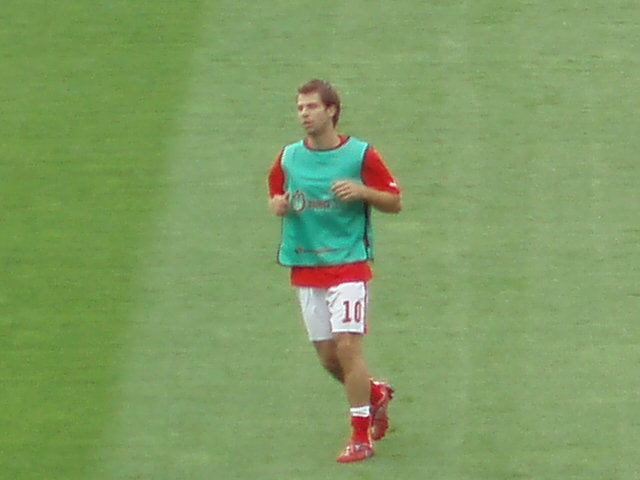
أندرياس إيفانشيتز

أندرياس إيفانسكيتز (بالألمانية: Andreas Ivanschitz)‏ من مواليد 15 أكتوبر 1983 في آيزنشتات في النمسا، لاعب كرة قدم نمساوي.
يلعب مع نادي ريد بل سالزبورغ منذ عام 2006.
بدأ باللعب مع منتخب النمسا لكرة القدم في عام 2002.

## مسيرته الكروية
لعب أندرياس إيفانشيتز خلال مسيرته الاحترافية مع 7 أندية في اثنين وعشرين موسمًا وسجل خلالها 69 هدفًا ضمن 426 مباراة. ولم يفز بأي موسم بالكأس وفاز في أربعة مواسم بالدوري.
خاض أندرياس إيفانشيتز مسيرته مع نادي رابيد فيينا في موسم 1999–00 ليلعب معه سبعة مواسم، مشاركًا في 146 مباراة سجل خلالها 25 هدفًا. ثم انتقل إلى نادي ريد بول سالزبورغ في موسم 2005–06 ولمدة موسمين، حيث شارك في 13 مباراة سجل خلالها هدفًا واحدًا. لينتقل بعدها إلى نادي باناثينايكوس في موسم 2006–07 واستمر معه طيلة ثلاثة مواسم، مشاركًا في 67 مباراة سجل خلالها 10 أهداف. ثم انتقل إلى نادي ماينتس 05 في موسم 2009–10 ليلعب معه أربعة مواسم، مشاركًا في 104 مباراة سجل خلالها 22 هدفًا. هذا وانتقل لاحقًا إلى نادي ليفانتي في موسم 2013–14 ولمدة موسمين، مشاركًا في 49 مباراة سجل خلالها 4 أهداف. ثم انتقل بعدها إلى Seattle Sounders (1994–2008) ‏ في عامي 2015-2017 ولمدة موسمين، مشاركًا في 34 مباراة سجل خلالها 4 أهداف أيضًا. ليعود وينتقل من جديد، لكن هذه المرة إلى نادي فيكتوريا بلزن في موسم 2016–17 ولمدة موسمين، مشاركًا في 13 مباراة سجل خلالها 3 أهداف.

## روابط خارجية
- أندرياس إيفانشيتز على موقع ميوزك برينز (الإنجليزية)
- أندرياس إيفانشيتز على موقع الاتحاد الدولي (مؤرشف)  (الإنجليزية)
- أندرياس إيفانشيتز على موقع الاتحاد الأوربي (الإنجليزية)
- أندرياس إيفانشيتز على موقع الدوري الأمريكي (الإنجليزية)
- أندرياس إيفانشيتز على موقع قاعدة بيانات كرة القدم.إي يو (الإنجليزية)
- أندرياس إيفانشيتز على موقع ناشيونال فوتبول تيمز (الإنجليزية)
- أندرياس إيفانشيتز على موقع Soccerbase.com (لاعب) (الإنجليزية)
- أندرياس إيفانشيتز على موقع Soccerway.com (الإنجليزية)
- أندرياس إيفانشيتز على موقع عالم كرة القدم.نت (الإنجليزية)
- أندرياس إيفانشيتز على موقع كووورة
- أندرياس إيفانشيتز على موقع AS.com (الإسبانية)